# متحور وخيم العاقبة
المتحور الوخيم العاقبة (بالإنجليزية: Variant of high consequence)‏؛ مصطلح وضعته مراكز السيطرة على الأمراض والوقاية منها، لتُصنّف تحتهِ مجموعة من متحورات فيروس كورونا المرتبط بالمتلازمة التنفسية الحادة الشديدة النوع 2، التي أكدت الدلائل بوضوح على أن فعالية التدابير الوقائية أو تدابير التدخل المتخذة للسيطرة على تلك التحوّرات قد تقصلت أو انخفضت بشكل كبير للغاية، ما يعني أن المتحور الذي يُصنّف بالوخيم العاقبة سيُؤدي إلى تفش وبائي آخر أو يدخل جائحة فيروس كورونا إلى مرحلة تفش جديد. هذا التصنيف هو أعلى التصانيف الموجودة حتى منتصف عام 2021، يليه تصنيف المتحورات المثيرة للقلق، ثم المتحورات المثيرة للاهتمام ثم المتحورات قيد المراقبة، والتصنيف الأخير غير مستخدم في الولايات المتحدة. لا يوجد حاليًا أي متحور من «متحورات سارس-كوف-2» رُفِع إلى مستوى متحور وخيم العاقبة.

## سمات المتحور الوخيم العاقبة
بالإضافة إلى السمات المحتملة للتحور المثير للقلق، فإن السمات المحتملة للتحورات الوخيمة العواقب، هي تأثيرها على الإجراءات الطبية المضادة على النحو التالي:
- ثبت فشل تشخيص الإصابة.
- أدلة تشير إلى انخفاض كبير في فعالية اللقاح، أو ارتفاع عدد حالات اختراق اللقاح بشكل غير متناسب، أو التسبب بتدني شديد لنسبة الحماية التي يجب أن يوفرها اللقاح.
- انخفاض كبير في قابلية علاجات الاستخدام الطارئ أو العلاجات المعتمدة.
- مرض سريري أكثر شدة وزيادة حالات الاستشفاء.

## متطلبات
سيتطلّب اكتشاف «المتحور الوخيم العاقبة» إخطار منظمة الصحة العالمية بموجب اللوائح الصحية الدولية، إضافة إلى وجوب تقديم تقارير عنه إلى مراكز السيطرة على الأمراض والوقاية منها، مع إعلان إستراتيجيات لاحتواء العدوى أو منع انتقالها، وتوصيات لتحديث العلاجات واللقاحات.